# Kornîn, Popilnea
Kornîn (în ucraineană Корнин) este o așezare de tip urban din raionul Popilnea, regiunea Jîtomîr, Ucraina. În afara localității principale, nu cuprinde și alte sate.

## Demografie
Componența lingvistică a așezării de tip urban Kornîn
     Ucraineană (96,34%)
     Rusă (2,99%)
     Alte limbi (0,56%)
Conform recensământului din 2001, majoritatea populației așezării de tip urban Kornîn era vorbitoare de ucraineană (96,34%), existând în minoritate și vorbitori de rusă (2,99%).